# جيمس أرنيس
جيمس أرنيس (بالإنجليزية: James Arness)‏ مواليد 26 مايو 1923 في منيابولس - الوفاة 3 يونيو 2011 في لوس أنجلوس، هو ممثل أمريكي بدأ مسيرته الفنية سنة 1947. امتدت مسيرته الفنية لأكثر من 47 عاما.

## الأعمال

### مسلسلات
- الحارس الوحيد
- غان سموك

## وصلات خارجية
- جيمس أرنيس على موقع IMDb (الإنجليزية)
- جيمس أرنيس على موقع الموسوعة البريطانية (الإنجليزية)
- جيمس أرنيس على موقع مونزينجر (الألمانية)
- جيمس أرنيس على موقع ألو سيني (الفرنسية)
- جيمس أرنيس على موقع تيرنر كلاسيك موفيز (الإنجليزية)
- جيمس أرنيس على موقع أول موفي (الإنجليزية)
- جيمس أرنيس على موقع قاعدة بيانات الأفلام السويدية (السويدية)
- جيمس أرنيس على موقع إن إن دي بي (الإنجليزية)
- جيمس أرنيس على موقع قاعدة بيانات الفيلم (الإنجليزية)
- جيمس أرنيس على موقع كينوبويسك (الروسية)
- الموقع الرسمي